# Байрамукова Халімат Башчиївна
Халімат Башчиївна Байрамукова, у шлюбі Кубанова (карач.-балк. Байрымукъланы Башчыны къызы Халимат); 15 серпня 1917, Хурзук — 8 листопада 1996, Черкеськ) — радянська поетеса, прозаїкиня, драматургиня, членкиня Спілки письменників з 1939 року.

## Біографія
Народилася 15 серпня 1917 року в стародавньому карачаївського аулі Хурзук Карачаєво-Черкеської Республіки. Вчилася у педагогічному інституті, потім закінчила Літературний інститут імені М. Горького і Вищі літературні курси в Москві.
У період війни проходила службу в якості медсестри 2436-го евакогоспіталю, була секретаркою комсомольської організації.
Працювала відповідальною секретаркою обласної газети, першою консультанткою Карачаєвської письменницької організації, головною редакторкою Карачаєво-Черкеського книжкового видавництва, протягом 10-ти з гаком років очолювала письменницьку організацію Карачаєво-Черкесії.

## Творчість
Халімат Байрамукова — авторка 14 поетичних збірок, чотирьох романів, п'яти повістей і багатьох оповідань, чотирьох публіцистичних книг, лібрето першої національної опери «Останній вигнанець», а також першої карачаєвської музичної комедії «Безфамільна наречена». Її твори друкувалися на 50 мовах світу.
Першим літературним твором була п'єса «Два серця», видана в 1939 році. В наступні роки з'являються поетичні збірки: «Улюблені гори», «Люблю я життя», «Сповідь», «Дим вогнища», «Знову в дорогу», «Суд аулу», «День за днем», «Весняний південь», «Восьмий день тижня», «Одержимість» та інші.
Її перу належать повісті: «Сім'я Карчи», «І плакав син», «Вічні вершники», романи «Роки і гори», «Ранкова зірка», «Мьолек», «Чотирнадцять років» та інші.
«Моє життя» — так називається остання книга письменниці, що вийшла в рік її смерті — 1996 року. Це автобіографія, плід життєвих спостережень і роздумів, яка дає глибоке уявлення про середовище, в якому вона росла і дорослішала.

## Нагороди
Літературні заслуги народного поета Карачаєво-Черкесії Халімат Байрамукової були відзначені урядовими нагородами-орденами: «Знак пошани», «Дружба народів»; Ювілейною медаллю «За доблесну працю».

## Пам'ять
Її ім'я носить Національна бібліотека Карачаєво-Черкеської республіки, вона почесна громадянка м. Велинград (Болгарія).